# Босса нова (фільм)
Бо́сса но́ва (порт. Bossa nova) — бразильський художній фільм, названий на честь музичного стилю та танцю Босса нова. Сюжет фільму не має прямого відношення до музики чи танців — йдеться швидше про стиль життя героїв.
Романтична комедія. Триває 95 хвилин. Рік виходу на екран: 2000. Режисер Бруно Баррето (Bruno Barreto). Фільм знато за романом бразильського письменника Сержіо Сант'Анна (Sérgio Sant'Anna) «Міс Сімпсон» («Miss Simpson»).

## Синопсис

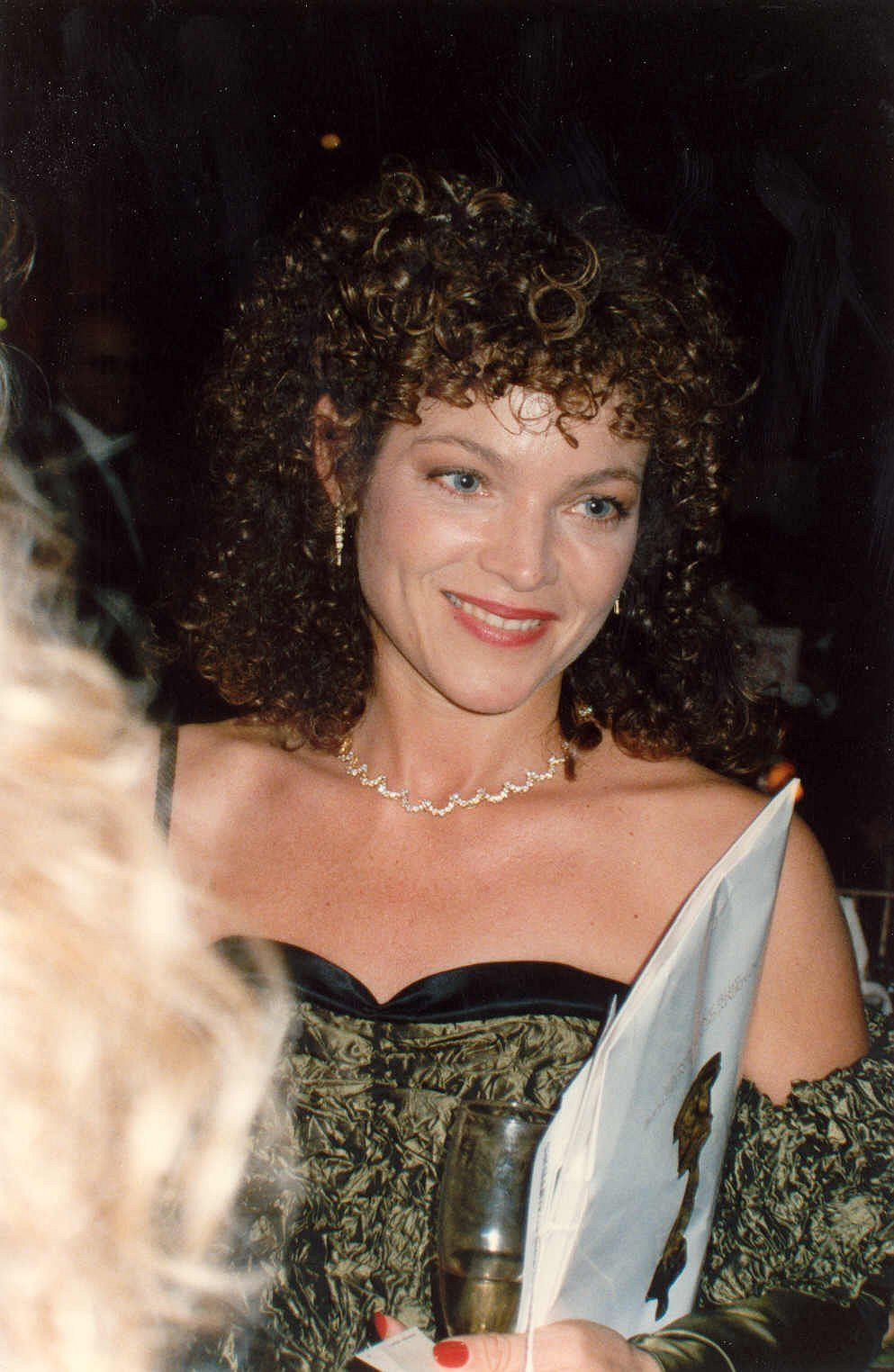
Емі Ірвінг (Amy Irving) у ролі Мері Енн Сімпсон.

Дія відбувається у Ріо-де-Жанейро. Фільм розповідає кілька паралельних історій, герої яких знайомі між собою, але збираються разом лише у фінальних сценах. Адвокат Педро Пауло (Pedro Paulo) намагається повернути дружину, яка залишила його зараді китайського вчителя гімнастики тай чі, але несподівано для себе закохується у американку Міс Сімпсон, що викладає англійську. Він починає ходити на її уроки. Його двоюрідний брат — невиліковний романтик і професійний кравець — закохується у Шарон (Sharon) — молоду стажерку у кабінеті Педро Пауло. Надін (Nadine) — молода самотня жінка — знайомиться у Інтернеті з американцем Гері (Gary), що видає себе за художника з СоХо. Вони закохуються одне в одного, навіть не обмінявшись фотографіями. Таня (Tânia) — колишня дружина Педро Пауло — працює туристичним агентом і допомагає Надін взяти квитки у Америку, щоб зробити сюрприз Гері. Але виявляється, що Гері сам має приїхати до Ріо. Тим часом інший учень Міс Сімпсон — відомий футболіст Акасіо (Acácio) — збирається підписати контракт з Манчестер Юнайтед. Він заходить на консультацію до кабінету Педро Пауло, і зустрічає там Шарон…

## Актори
- Amy Irving …. Мері Анн Сімпсон (Mary Ann Simpson)
- Antônio Fagundes …. Педро Пауло (Pedro Paulo)
- Alexandre Borges …. Акасіо (Acácio)
- Débora Bloch …. Таня (Tânia)
- Drica Moraes …. Надін (Nadine)
- Джованна Антонеллі …. Шарон (Sharon)
- Rogério Cardoso …. Вермонт (Vermont)
- Pedro Cardoso …. Роберто (Roberto)
- Stephen Tobolowsky …. Тревор (Trevor)
- Kazuo Matsui …. Він-Кім-Лау (Wan-Kim-Lau)
- Cássia Linhares …. репортер
- Kate Lyra …. рецепціоністка у школі англійської мови
- Mara Carvalho …. recepcionista da alfaiataria
- Sérgio Loroza …. Товстун (Gordo)
- Flávio São Thiago …. Peçanha
- Alberto de Mendoza …. Жуан (Juan)